# Kościół św. Franciszka z Asyżu we Wrocławiu
Kościół św. Franciszka z Asyżu we Wrocławiu – kościół parafialny znajdujący się na wrocławskim osiedlu Gaj przy ul. Borowskiej. Jest świątynią parafii św. Franciszka z Asyżu we Wrocławiu.